# Ben Aldridge (ator)
Benjamin Charles Aldridge (nascido em 12 de novembro de 1985) é um ator inglês. Ele é mais conhecido por suas interpretações de Arsehole Guy na série dramática Fleabag (2016–2019), Capitão Charles James no drama da BBC Our Girl (2013–2020) e Thomas Wayne na série de drama policial Pennyworth (2019–2023). Ele também estrela os longas-metragens Spoiler Alert (2022) e Batem à Porta (2023).

## Juventude e educação
Tendo trabalhado com o National Youth Theatre, Aldridge formou-se na Academia de Música e Arte Dramática de Londres com uma bolsa da Genesis Foundation para jovens atores. Ele saiu mais cedo para começar a filmar o filme Compulsion de 2009 da ITV ao lado de Ray Winstone e Parminder Nagra.

## Carreira
O primeiro papel profissional de Aldridge foi na peça O Mestre e Margarida no Lyric Theatre, Hammersmith em 2004. Em 2008, Aldridge fez sua estreia na televisão na minissérie de quatro partes do Channel 4, The Devil's Whore, interpretando Harry Fanshawe, marido da personagem título. Nesse mesmo ano, ele apareceu na lista "Estrelas do Amanhã" da Screen International. Além de First Light, Lewis, Toast e Vera, Aldridge também apareceu como Daniel Parish no drama de época da BBC One, Lark Rise to Candleford. Em 2011, a rede americana The CW escalou Aldridge para o papel principal do piloto Heavenly. Mais tarde, ele passou um tempo em Belgrado filmando o curta-metragem de romance parcialmente improvisado In the Night, da diretora Ivana Bobic e do premiado diretor de fotografia Rain Li, ao lado da supermodelo Danijela Dimitrovska.
Aldridge é cofundador da "In the Corner Productions". Ele dirigiu o piloto de comédia Pet Shop Girls no final de 2011, que co-escreveu e co-produziu com os atores-escritores Luke Norris, Ed Hancock e Kirsty Woodward.
Em 2013, Aldridge estrelou a produção de American Psycho do Almeida Theatre como Paul Owen, ao lado de Matt Smith, Susannah Fielding, Jonathan Bailey e Lucie Jones. O thriller musical contou com um livro de Roberto Aguirre-Sacasa baseado no romance cult de Bret Easton Ellis, com música e letra de Duncan Sheik. Em setembro de 2014, ele se juntou à série dramática original da BBC, Our Girl, como Capitão Charles James. Ele deixou o papel após a terceira série em 2018. Em dezembro de 2014, Aldridge juntou-se à série Reign da CW como Rei Antônio de Bourbon.

## Vida pessoal
Aldridge foi criado como um cristão evangélico. Seus pais e avós foram criados na igreja Plymouth Brethren, embora seus pais tenham deixado a denominação aos 18 anos. Comentando sobre seu relacionamento atual com a religião, Aldridge declarou em uma entrevista de 2021: "É parece muito distante em alguns aspectos, pois não há um aspecto religioso em minha vida agora."
Em 2020, Aldridge se revelou um membro da comunidade LGBTQ+ em uma postagem no Instagram por ocasião do Dia de sair do armário. Em uma entrevista de 2021 para a revista Attitude, ele disse que é gay e em uma entrevista de 2023, novamente para a Attitude que o estava homenageando nos pioneiros LGBTQ da Attitude 101, ele comentou que seus recentes papéis gays o ajudaram a explorar sua própria identidade: "Estou me encontrando muito mais nesses personagens em meu trabalho do que jamais fiz antes nos meus vinte anos, interpretando personagens heterossexuais. Estou me conhecendo melhor interpretando esses personagens." Ele também disse que conversou pela primeira vez com um colega sobre sua sexualidade aos 23 anos e estava "realmente com medo de que isso atrapalhasse [sua] carreira". Quando era mais jovem, ele não se permitia assistir Queer as Folk porque tinha "muito medo de assistir" e se lembrava de assistir a um episódio de This Life e dizer a sua irmã que gostava quando o personagem de Ramon Tikaram beijou outro homem, levando a uma conversa com sua mãe sobre a homossexualidade não ser "uma coisa boa".

## Filmografia

### Cinema
| Ano  | Título           | Personagem      | Notas           |
| ---- | ---------------- | --------------- | --------------- |
| 2013 | In the Night     | Alex            | Curta-metragem  |
| 2013 | Uma Longa Viagem | Mike Moffat     |                 |
| 2014 | Synchronicity    | Fred            | Curta-metragem  |
| 2018 | The Titan        | Lawrence        |                 |
| 2018 | Paris Song       | George Gershwin | Papel principal |
| 2019 | Thrive           | Alex            | Curta-metragem  |
| 2022 | Spoiler Alert    | Kit Cowan       |                 |
| 2023 | Batem à Porta    | Andrew          |                 |

### Televisão
| Ano                  | Título                  | Personagem            | Notas                              |
| -------------------- | ----------------------- | --------------------- | ---------------------------------- |
| 2008                 | The Devil's Whore       | Harry Fanshawe        | Minissérie; episódio 1             |
| 2008                 | Compulsion              | Alex                  | Filme para televisão               |
| 2009                 | Lewis                   | Daniel Rattenbury     | Episódio: "The Point of Vanishing" |
| 2010                 | First Light             | Brian Kingcome        | Filme para televisão               |
| 2010                 | Toast                   | Stuart                | Filme para televisão               |
| 2010–2011            | Lark Rise to Candleford | Daniel Parish         | Papel principal; 16 episódios      |
| 2011                 | Heavenly                | Dashiel Coffee        | Filme para televisão               |
| 2012                 | The Cricklewood Greats  | Joe Hazelhurst        | Filme para televisão               |
| 2012                 | Vera                    | Ollie/Alex Barton     | Episódio: "Sandancers"             |
| 2013                 | Pramface                | Marcus                | Episódio: "If You Cry, I'll Cry"   |
| 2013                 | A Bíblia                | Lucas                 | Minissérie; episódio: "Courage"    |
| 2013–2014, 2016–2018 | Our Girl                | Capitão Charles James | Papel principal                    |
| 2014–2015            | Reign                   | Antônio de Bourbon    | 7 episódios                        |
| 2015                 | DeTour                  | Michael Sturges       | Filme para televisão               |
| 2016, 2019           | Fleabag                 | Cara idiota           | Papel recorrente; 6 episódios      |
| 2016                 | Stan Lee's Lucky Man    | DS Ben Grady          | 2 episódios                        |
| 2019–2022            | Pennyworth              | Thomas Wayne          | Papel principal                    |
| 2021                 | The Long Call           | DI Matthew Venn       | Papel principal                    |

### Jogos eletrônicos
| Ano  | Título                             | Personagem |
| ---- | ---------------------------------- | ---------- |
| 2012 | The Secret World                   | Saïd (voz) |
| 2022 | Lego Star Wars: The Skywalker Saga | (voz)      |

### Teatro
| Ano  | Título                   | Personagem         | Teatro / Produtor        |
| ---- | ------------------------ | ------------------ | ------------------------ |
| 2004 | O Mestre e Margarida     | Pinstripe / Doutor | Lyric Hammersmith        |
| 2005 | Antigone at Hell's Mouth | Rothenkopf         | Kneehigh Theatre         |
| 2006 | Fish and Company         | Tom                | Soho Theatre             |
|      | Shelf Life               | Dan                | Velho Leão Vermelho      |
| 2009 | Romeu e Julieta          | Benvolio           | Shakespeare's Globe      |
| 2013 | The Lyons                | Brian Hutchins     | Menier Chocolate Factory |
| 2013 | American Psycho          | Paul Owen          | Almeida Theatre          |
| 2017 | Run The Beast Down       | Titus Halder       | The Marlowe Theatre      |